# Crypturellus parvirostris
El Tataupá Chico o inambú chico amazónico (Crypturellus parvirostris) es un tipo de Tinamidae comúnmente encontrado en las sabanas húmedas en el Amazonas en Sud América.